# 1928年香港
|        | 香港歷史 \| 香港歷史年表                                                                                                   |
| 世紀： | 19世紀香港 \| 20世紀香港 \| 21世紀香港                                                                                     |
| 年代： | 1890年代香港 \| 1900年代香港 \| 1910年代香港 \| 1920年代香港 \| 1930年代香港 \| 1940年代香港 \| 1950年代香港               |
| 年份： | 1924年香港 \| 1925年香港 \| 1926年香港 \| 1927年香港 \| 1928年香港 \| 1929年香港 \| 1930年香港 \| 1931年香港 \| 1932年香港 |
| 紀年： | 戊辰年（龙年）、香港開埠87周年                                                                                             |

## 大事記
- 本年政府財政收入為2,497萬港元，支出2,123萬[1]。

### 2月
- 2月27日——菲律賓總督訪問香港。

### 3月
- 3月2日——廣東省政府主席李濟深訪港[2]。
- 3月5日——英皇書院新校舍開幕。
- 3月7日——本港發生輕微海嘯[2]。[可疑]
- 3月9日——香港總督金文泰到廣州，廣東省政府隆重歡迎，次日金文泰與李濟深會商省港親善事宜，議畢回港[3]:2980。
- 3月14日——香港郵政局長及郵電局長抵達廣州，與廣州政府當局商改善省港兩地無線電通迅辦法及開設商業航空事務[3]:2985。
- 3月中——中共中央化表周恩來秘密來港主持中共廣東省委擴大會議[2]。

### 4月
- 4月1日——
  - 香港中國旅行社成立。
  - 因應治安形勢，當局晚上宣佈戒嚴[2]。[可疑]
- 4月14日——由上海開往香港的新華輪在福建遇劫，損失3萬餘港元[2]。
- 4月30日——著名鴉片商人、香港富商利希慎在中環威靈頓街前往午膳期間中3槍遇弒身亡[4]，兇手逃去無蹤。

### 5月
- 5月2日——國民革命軍陸軍二級上將李濟深到港訪問。
- 5月9日——港督金文泰返英國度假，由輔政司修頓署任港督。
- 5月19日——新界坳頭柏圍村發生懷疑殺夫案。

### 6月
- 6月4日——香港舉行大規模閱兵式，慶祝英皇佐治五世63歲壽辰[5]。
- 6月20日——政府經營的香港電台以台號「G.O.W.」於晚上9時至11時以300米波段進行音樂節目測試。
- 6月29日——赤柱聖士提反學校校舍建築地盤，一名工人被大石由山上滾下壓斃。[6]。
- 6月30日——德輔道西84號3樓藥材店被4賊持槍槍劫[7]。

### 9月
- 9月18日——一輛垃圾車於廣東道及柯士甸道之間輾斃一名人力車苦力。[8]
- 9月26日——安慶輪遇劫。

### 10月
- 10月4日——本港舉行歐戰勝利十周年大遊行，並開慶祝會[2]。

### 12月
- 12月11日——尖沙咀半島酒店落成開幕[2]。
- 12月17日——筲箕灣筲箕灣大街3號馮強樹膠廠發生爆炸，整座屋宇倒塌。[9]
- 12月27日——西營盤發生多宗劫案。
- 12月29日——深水埗南昌街大火燬屋十間[2]。

## 出生
- 7月29日，李嘉誠，香港企業家兼首富、長實集團主席。

## 逝世
- 4月30日，利希慎，著名鴉片富商，被槍殺。